# Jarez
Le pays de Jarez [ʒaʁɛ] est un territoire situé à la limite des départements de la Loire et du Rhône. Désignant initialement le bassin versant du Gier, il est aujourd'hui compris en majeure partie dans l'agglomération stéphanoise.

## Communes du Jarez
On retrouve le terme dans la dénomination de sept communes actuelles, de part et d'autre de la ligne de partage des eaux entre les bassins versants de la Loire et du Rhône :
- Saint-Christo-en-Jarez
- Saint-Julien-en-Jarez (ancienne commune, aujourd'hui quartier de Saint-Chamond)
- Saint-Paul-en-Jarez
- Saint-Priest-en-Jarez
- Saint-Romain-en-Jarez
- Sainte-Croix-en-Jarez
- Soucieu-en-Jarrest
- La Tour-en-Jarez

Les communes appartenant également au massif du Jarez : 
- L'Étrat
- Sorbiers
- Saint-Héand
- Fontanès
- La Talaudière
- Saint-Chamond
- Valfleury
- Cellieu
- La Grand-Croix
- Lorette
- L'Horme
- Chagnon
- Genilac

## Climat
La vallée du Rhône : sur son versant sud, plus chaud, le Jarez est très influencé par le climat méditerranéen, une faible pluviométrie avec des été chaud et sec, la moyenne à l’année  y est de 12,1 °C. On y retrouve des arbres fruitiers, des vignes.
Les versants nord et sud dominent l’agglomération stéphanoise face au mont Pilat avec les monts d'Auvergne au sud-ouest ; la chaîne des Alpes à l'est avec le mont Blanc. Le climat du Jarez est de type continental avec des influences montagnardes marquées : une moyenne de 95 jours de gel par an, une pluviométrie de 900 mm par an, la température moyenne annuel vers 700 mètres d’altitude y’est de 9,5°C.
Les hivers sont souvent rudes et enneigés avec une forte présence de congères.
L’altitude minimale y est de 257 mètres et la maximale de 940 mètres.

## Histoire
L'appellation actuelle de « Jarez » dérive de Jarensis ager, Garensi, Gerensis ager. Le Jarez historique comprenait la vallée du Gier ainsi que les vallées du Furan et de l'Ondaine, il n'est jamais mentionné comme pagus dans les sources historiques.
La première mention carolingienne du Jarez est relative à l'église de Saint-Jean-de-Touslas ou de Saint-Jean-Bonnefonds en 868. 
Il est également mentionné à trois reprises 
dans le cartulaire de Savigny (Cellieu,, 
Échalas 
et Trèves).

### Antiquité
Avant la conquête romaine, le Jarez était situé aux confins des territoires des Ségusiaves et des Allobroges, les toponymes semblant indiquer une frontière potentielle au niveau de Rive-de-Gier et du ruisseau l'Egarande,.
Il est vraisemblable que la défaite des Allobroges et des Arvernes lors de la bataille du confluent (121 av. J.-C.), qui conduisit à la fondation de Vienne, ait donné lieu à une occupation romaine des terres confisquées aux Allobroges situées le long de la principale voie de communication reliant l'Auvergne au Viennois. Dès lors, le massif du Pilat et la vallée du Gier constituait une marge septentrionale relativement sûre de la Gaule narbonnaise car située au contact du territoire des Ségusiaves (considérés comme un peuple-frère par Rome).
Strabon fait mention d'une route commerciale de 800 stades entre Rhône et Loire qui empruntait la vallée du Gier puis celle du Langonand ou du Furan. Cette route, d'environ 140 km de Vienne à Roanne (point où la Loire devenait navigable) évitait ainsi la navigation à contre-courant sur le Rhône puis la Saône.
La fondation de la nouvelle colonie romaine de Lugdunum vers 43 av. J.-C. conduisit à la construction de l'aqueduc du Gier (dont le bassin-versant fait partie de l'archiprêtré tardi-antique). Le captage des eaux pour l'aqueduc s'étendait au moins jusqu'à Izieux (quartier de Saint-Chamond). Il a peut-être inclut la capture des eaux du Janon et du Langonand, voire celles de l'amont du Furan (bassin de la Loire), (voir l'article « Janon » pour plus de détails). S'il est avéré, ce double captage aurait modifié le tracé initial de l'actuelle ligne de partage des eaux entre Terrenoire et Saint-Étienne.
Selon toute vraisemblance, le Jarez connu la double influence de la fondation des colonies romaines de Vienne puis de Lyon. Les possessions et les charges des grandes familles féodales attestaient peut-être encore au Moyen Âge de cette influence de part et d'autre du Pilat.

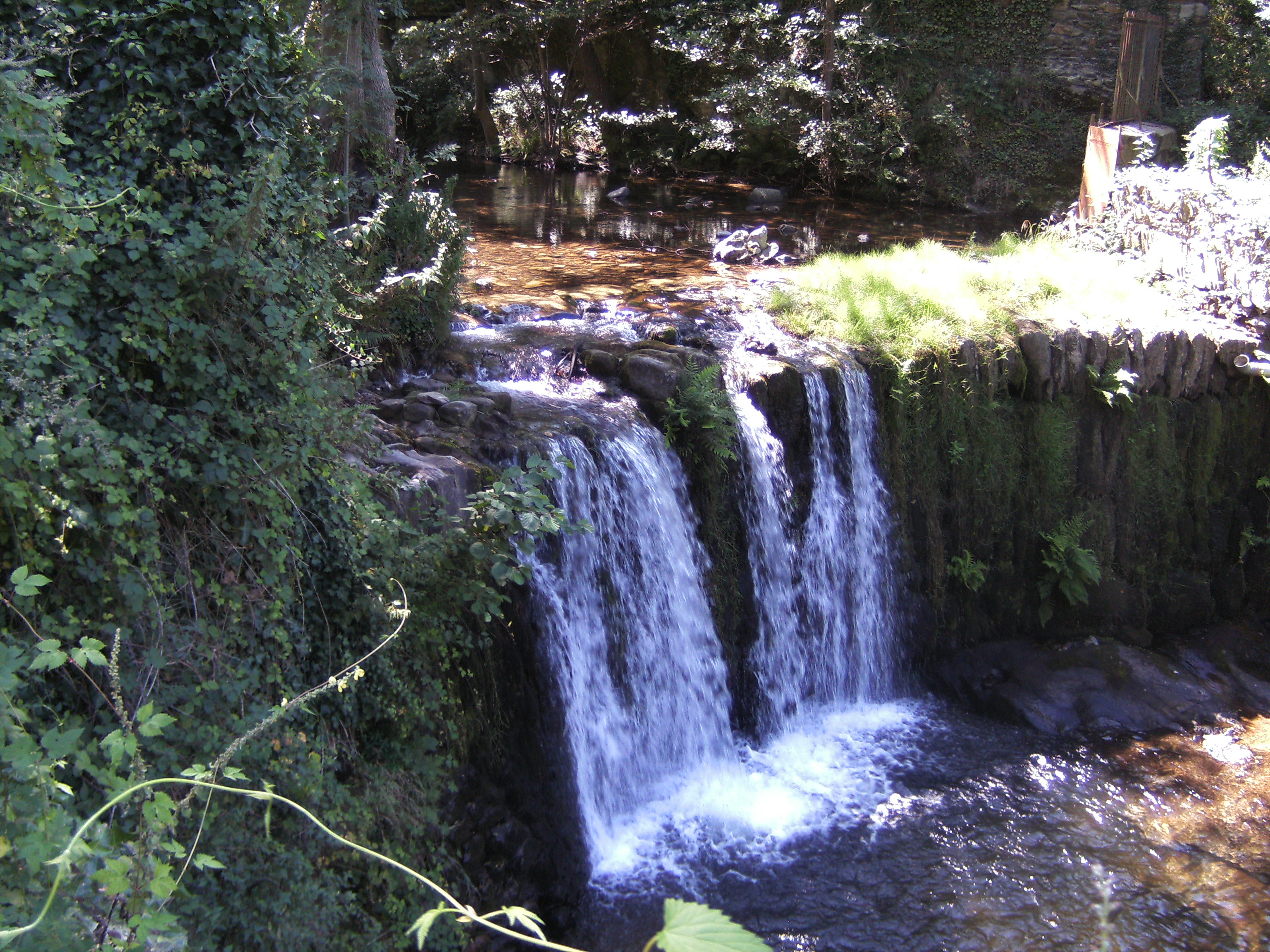
Site de captage de l'aqueduc du Gier à Saint-Chamond.
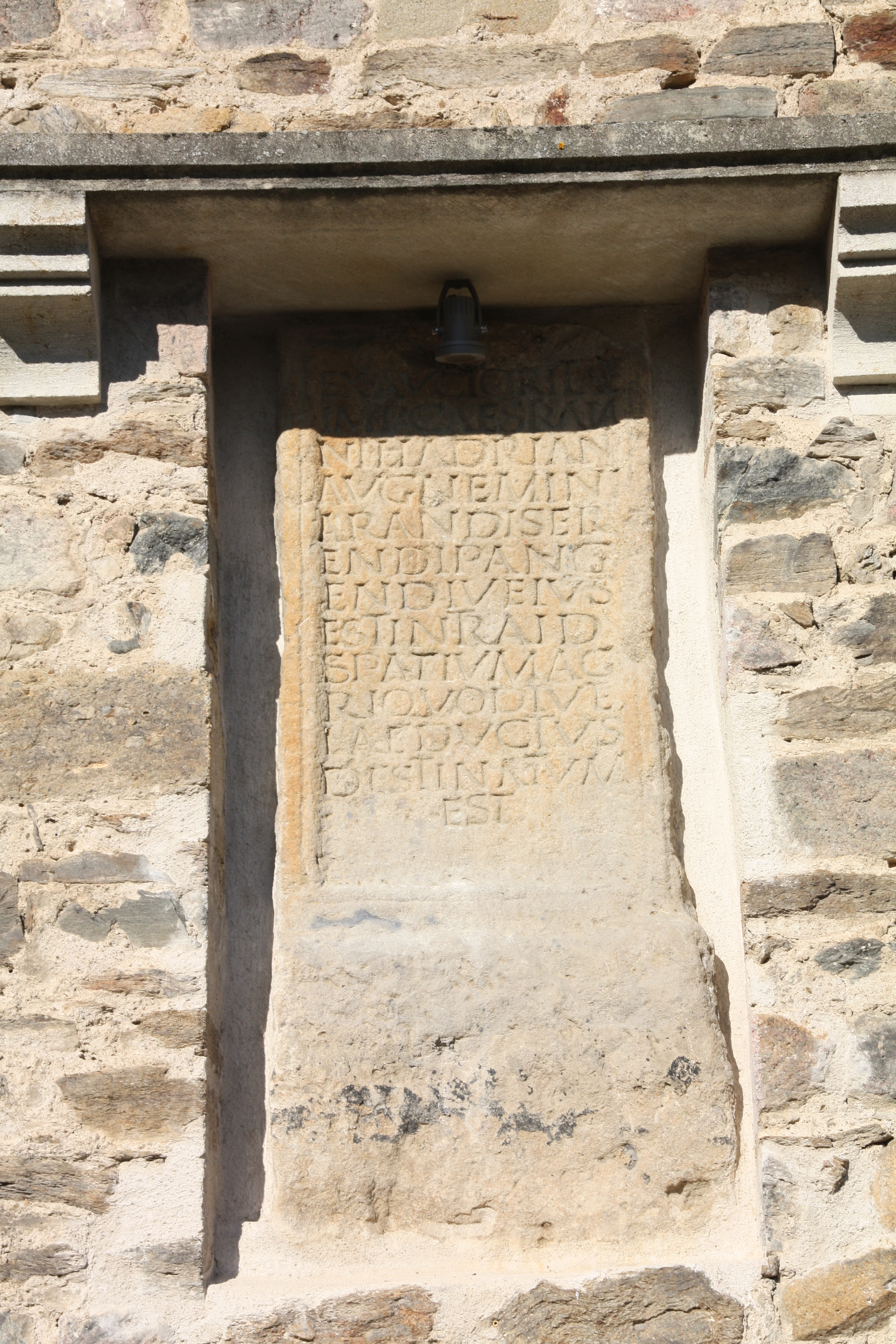
La pierre de Chagnon.
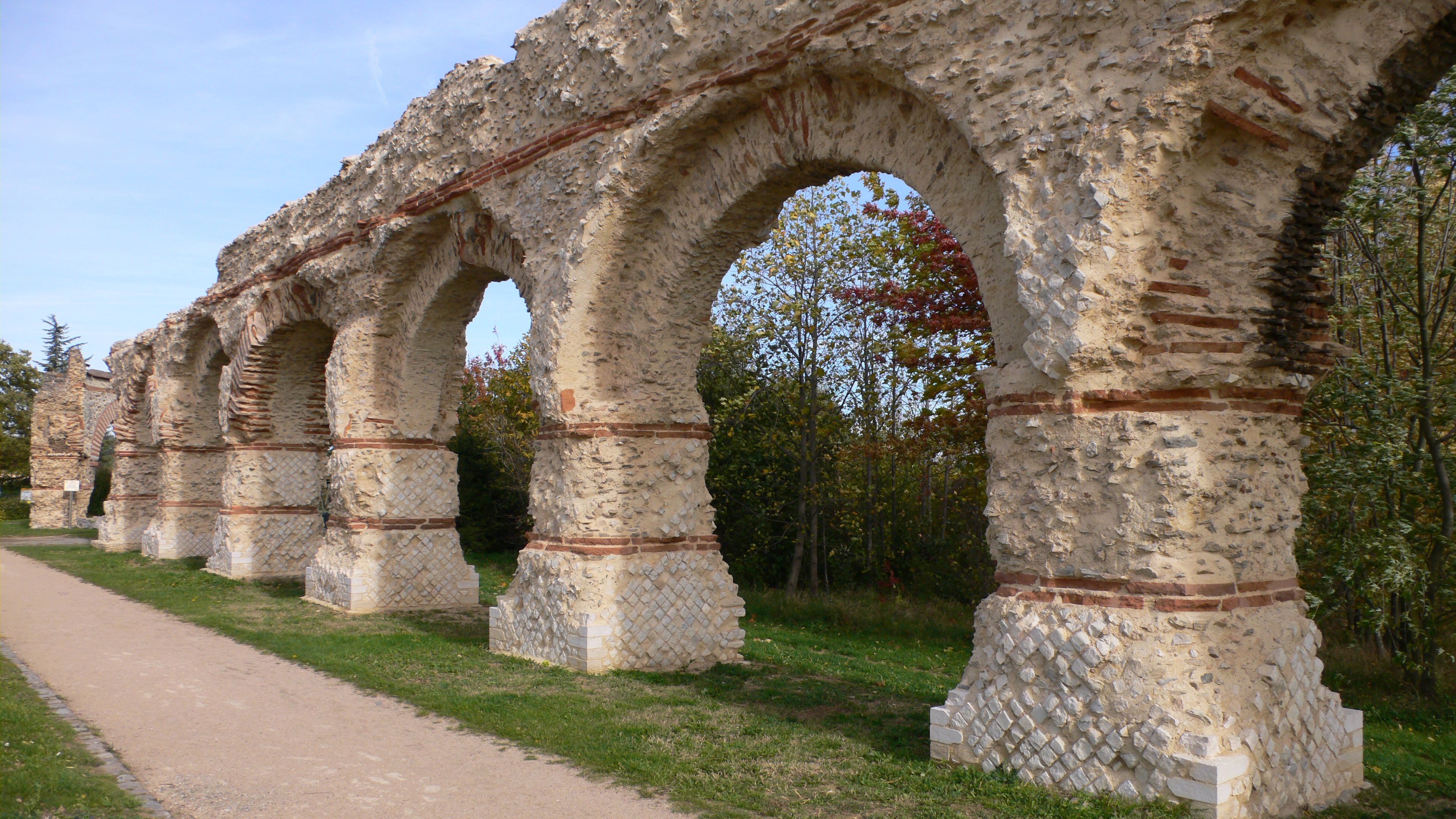
Vestiges restaurés de l'aqueduc à Chaponost.

### Moyen Âge

#### L'archiprêtré de Jarez
Le Jarez fut intégré au diocèse de Lyon probablement avant le IVe siècle. Sans archidiacre ni doyenné, il était divisé en archiprêtrés au nombre desquels le Jarez apparaît, de loin, comme le plus vaste et le plus dense.
Le pouillé du diocèse de Lyon (rédigé vers 1225) dénombre pour l'archiprêtré de Jarez 104 lieux de cultes dont 83 églises, 2 chapelles et 19 monastères :
1. Francheville
2. Chaponost
3. Vaugneray
4. Brindas
5. Messimy
6. Thurins
7. Rochefort
8. Saint-Martin-en-Haut
9. Rontalon
10. Soucieu-en-Jarrest
11. Brignais
12. Oullins
13. Saint-Genis-Laval
14. Irigny
15. Vernaison
16. Charly
17. Orliénas
18. Saint-Vincent-d'Agny
19. Saint-Laurent-d'Agny
20. Montagny
21. Millery
22. Grigny
23. Givors
24. Bans (Givors?)
25. Échalas
26. Saint-Romain-en-Gier
27. Saint-Nazaire (Saint-Priest-en-Rousset, Boisset-Saint-Priest?)
28. Saint-Martin-de-Cornas
29. Chassagny
30. Mornant
31. Saint-André-la-Côte
32. Saint-Sorlin
33. Saint-Andéol-le-Château
34. Longes
35. Trèves
36. Tartaras
37. Dargoire
38. Saint-Jean-de-Touslas
39. Saint-Maurice-sur-Dargoire
40. Saint-Didier-sous-Riverie
41. Riverie
42. Valfleury
43. Saint-Romain-en-Jarez
44. Saint-Martin-la-Plaine
45. Châteauneuf
46. Rive-de-Gier
47. Jurieux
48. Pavezin
49. Farnay
50. Saint-Paul-en-Jarez
51. Saint-Just (Doizieux)
52. La Valla-en-Gier
53. Saint-Martin-en-Coailleux
54. Izieux
55. Rochetaillée
56. Saint-Chamond
57. Saint-Julien-en-Jarez
58. Cellieu
59. Saint-Genis-de-Terrenoire
60. Chagnon
61. Saint-Christo-en-Jarez
62. L'Aubépin
63. Pisey (Saint-Martin-en-Coailleux?)
64. Larajasse
65. Châtelus
66. Chevrières
67. Saint-Médard
68. Saint-Denis-sur-Coise
69. Aveizieux
70. Grammond
71. Fontanès
72. Sorbiers
73. Saint-Jean-Bonnefonds
74. La Tour-en-Jarez
75. Saint-Priest-en-Jarez
76. Villars
77. Saint-Étienne
78. Saint-Genest-Lerpt
79. Roche-la-Molière
80. Le Chambon
81. Firminy
82. Saint-Just-Malmont
83. Saint-Genest-Malifaux
84. Saint-Romain-les-Atheux
85. Cornillon
86. Saint-Paul-en-Cornillon
87. Saint-Victor-sur-Loire
88. Grangent
89. Saint-Just-sur-Loire
90. La Fouillouse
91. Saint-Héand
92. Saint-Bonnet-les-Oules
93. Bouthéon
94. Veauche
95. Rivas
96. Cuzieu
97. Saint-Galmier
98. Chambœuf
99. Jourcé (Chambœuf?)
100. Valbenoîte

Écully, Grézieu, Sainte-Foy et Tassin, appartenant originellement au Jarez, apparaissent rattachées directement à l'administration métropolitaine à cette date.
L'archiprêtré était lui-même subdivisé en trois conseils ou conciles situés à :
- Mornant (qui devint archiprêtré à part entière au XVIIIe siècle);
- Saint-Julien-en-Jarez
- La Fouillouse

Ces deux derniers furent divisés pour la composition de l'archiprêtré de Saint-Étienne au XVIIIe siècle.

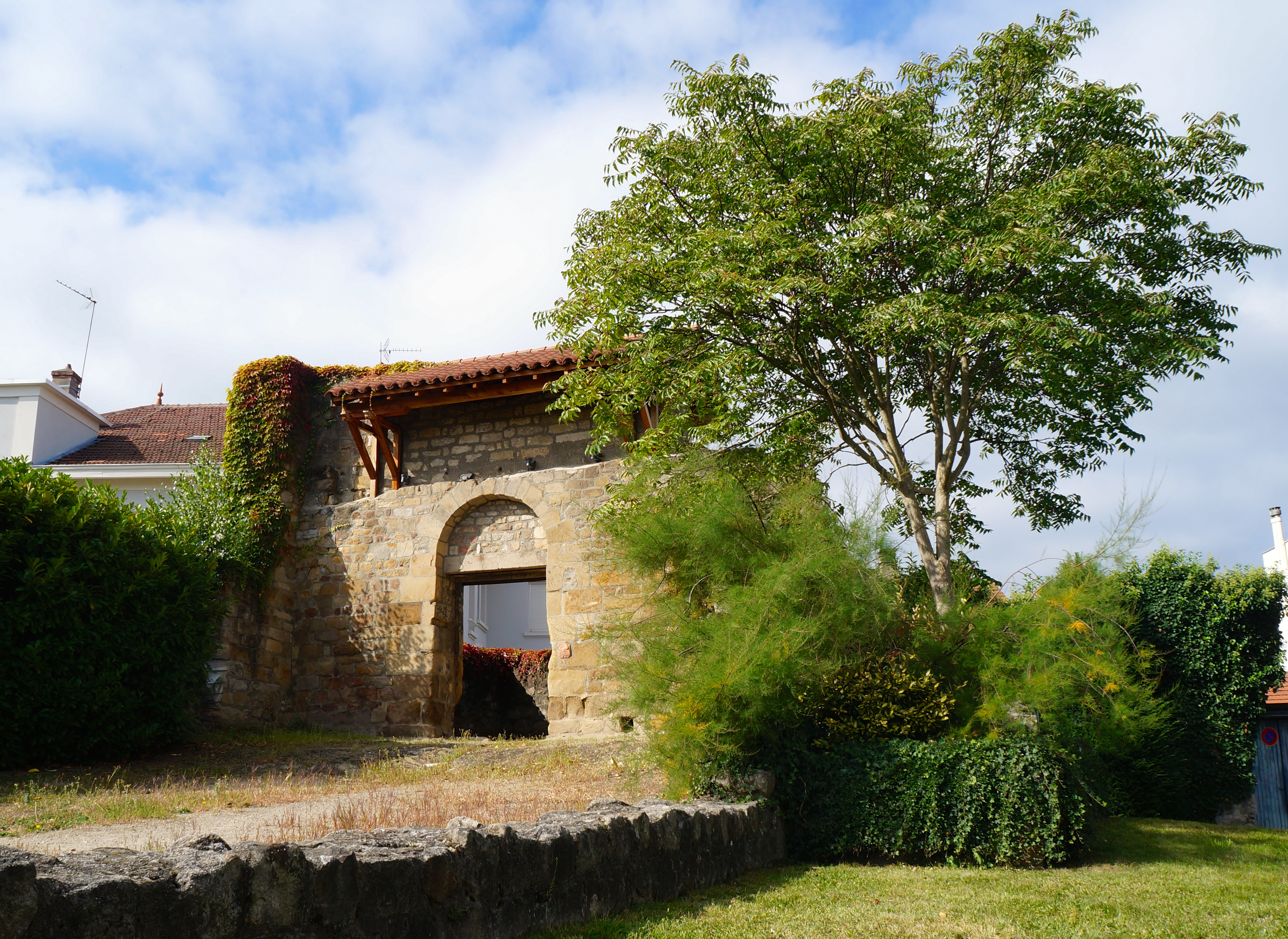
Vestiges de la porte de l'ancienne l'église Saint-Pierre de Firminy.
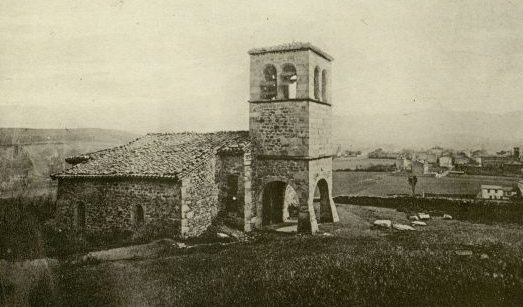
Ancienne église de Saint-Priest-en-Jarez, vers 1900.
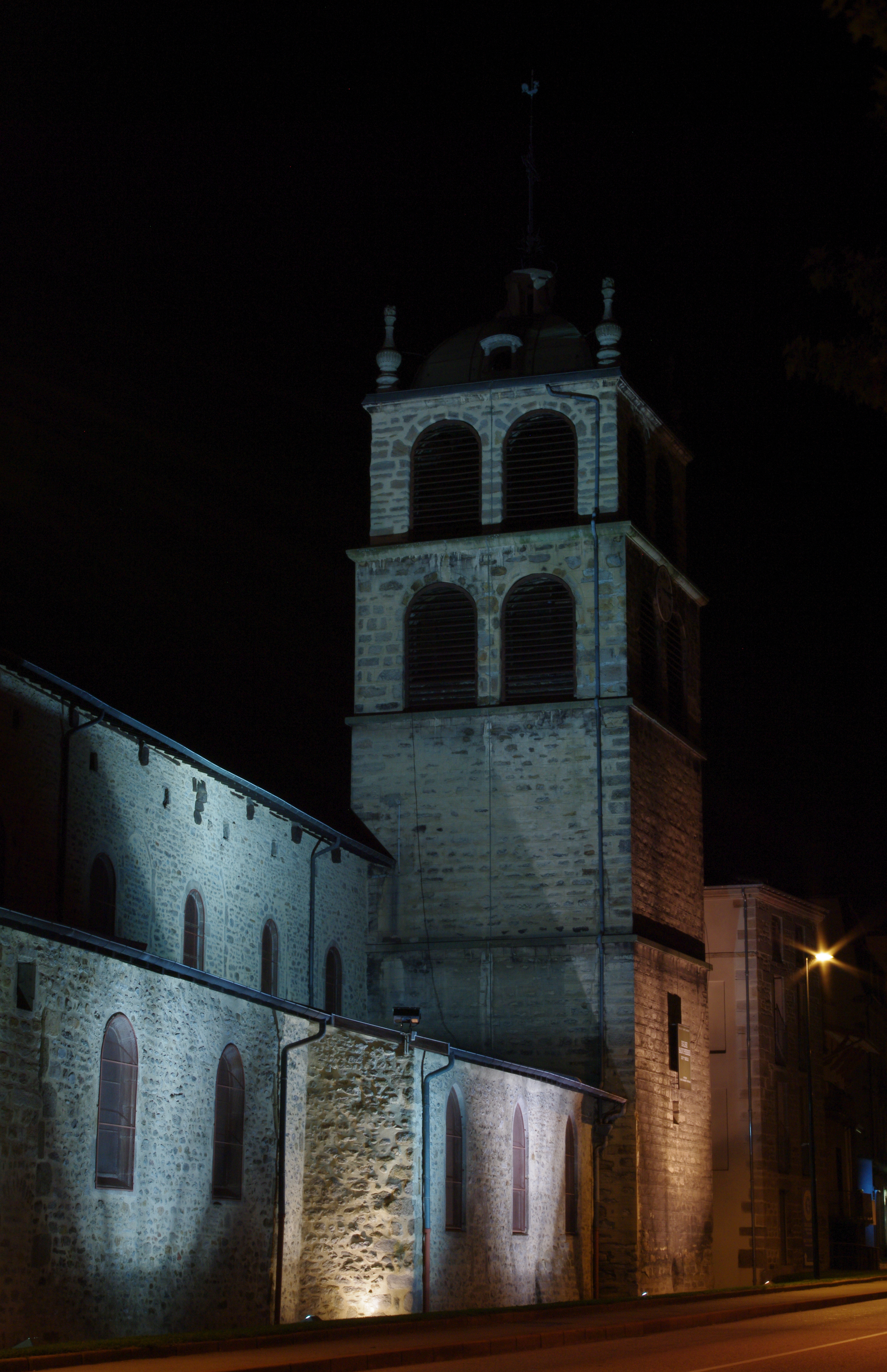
Église Saint-Pierre de Saint-Chamond.

#### 1156-1173: la scission Forez/Lyonnais
À partir de 1156, le conflit opposant l'empereur Frédéric Barberousse au pape Alexandre III ravive localement les tensions entre les grandes familles féodales de la région autour de la question leurs droits héréditaires sur la ville de Lyon. Au sein de l'aristocratie locale, le jeu des allégeances royales ou impériales conduit au conflit armé entre les partisans du pape (ralliés au comte Guigues II de Forez, proche du roi de France) et ceux de l'empereur (menées par l'archevêque Héracle de Montboissier, vassal de Frédéric Barberousse).
À la veille de la permutatio (1173), le Jarez apparaît comme contrôlé par trois seigneurs, dont on ignore précisément le degré de parenté :
- Guichard de Jarez : il tenait de l'archevêque de Lyon le château de Feugerolles,

- Gaudemar de Jarez, (son frère ?) qui était lié par serment de fidélité à l'Église de Lyon pour ce qu'il détenait à Saint-Priest-en-Jarez,

- Brian (II) de Lavieu, peut-être le neveu de Guigues II de Forez, duquel il tenait le château de Saint-Chamond en 1173 et une partie du château de Grangent. Cependant, la répartition entre les chanoines des revenus de l'Église métropolitaine (1187) indique qu'il mena la guerre contre le comte[15].

À la suite de la permutatio de 1173, la région fut l'objet d'un partage entre les possessions de l'Église de Lyon (qui conserva ses possessions de la vallée du Gier, Saint-Chamond, Saint-Jean-Bonnefonds et jusqu'à Saint-Genest-Lerpt) et celles du comte de Forez (qui garda la suzeraineté sur Saint-Priest-en-Jarez et la vallée du Furan). La transaction disposa également du maintien des droits des deux parties sur Saint-Héand et Sorbiers et de la démilitarisation d'un secteur compris entre Saint-Chamond, la Tour-en-Jarez et Saint-Priest, correspondant à l'actuelle agglomération stéphanoise.

#### La maison de Jarez

Blason des Jarez, conservé dans les armes de Saint-Chamond,.

La maison de Jarez paraît avoir été la plus ancienne et semble entretenir des liens étroits de parenté avec les Saint-Priest/Durgel/Lavieu/Feugerolles ainsi qu'avec la première maison des comtes de Forez et la deuxième maison de Forez,,. Vassale à la fois du comte de Forez et de l'archevêque de Lyon pour certaines possessions, elle fut la maîtresse effective de Saint-Chamond, de Rochetaillée, de Saint-Priest-en-Jarez et de Feugerolles. Leur domaine s'étendait jusqu'à Pélussin, Bourg-Argental et Malleval.
Le nom Gaudemar était à l'origine celui des rois burgondes, un hypothétique lien de filiation est difficilement vérifiable.
Vers 1200, les possessions de la famille "de Jarez" étaient distribuées autour du massif du Pilat et relevaient pour partie du Viennois, du Forez et du Lyonnais.
- Gaudemar de Jarez (1095) approuva la donation faite au prieuré de Saint-Sauveur-en-Rue, dépendant de la Chaise-Dieu, fondé par les seigneurs d'Argental[21].

- Guichard de Jarez, seigneur de Feugerolles, cité dans la permutation de 1173, frère du suivant (?).

- Gaudemar Ier de Jarez (av. 1152-ap. 1217), seigneur de Saint-Chamond, de Virieu, de Chana, de Malleval et de Rochetaillée.

En 1152, Gaudemar de Jarez, gendre d'Artaud seigneur de Malleval, fait hommage de ladite seigneurie à l’Église de Vienne.
Il apparaît en 1164 comme signataire d'un acte de donation de Dreux de Beauvoir en faveur de l'abbaye de Bonnevaux (abbaye-mère de Valbenoîte),.
À la veille de la permutation, il tenait Saint-Priest-en-Jarez pour l'Église de Lyon. Le texte dispose de son hommage en le transférant au comte de manière qu'il doive désormais Saint-Priest à l'Église (bien que le roi ait octroyé les droits régaliens au comte).
Il conclut un accord avec le prieur de Saint-Julien-en-Jarez en 1202.
Il rendit hommage à l'Église de Lyon pour le château de Saint-Chamond en 1217 où  il reconnait tenir en fief de l'Église tout ce qu'il possédait de la Croix-de-Montvieu au mandement de Malleval.
Il échangea finalement avec l'archevêque de Lyon Renaud de Forez la seigneurie de Condrieu contre celle de Saint-Chamond.

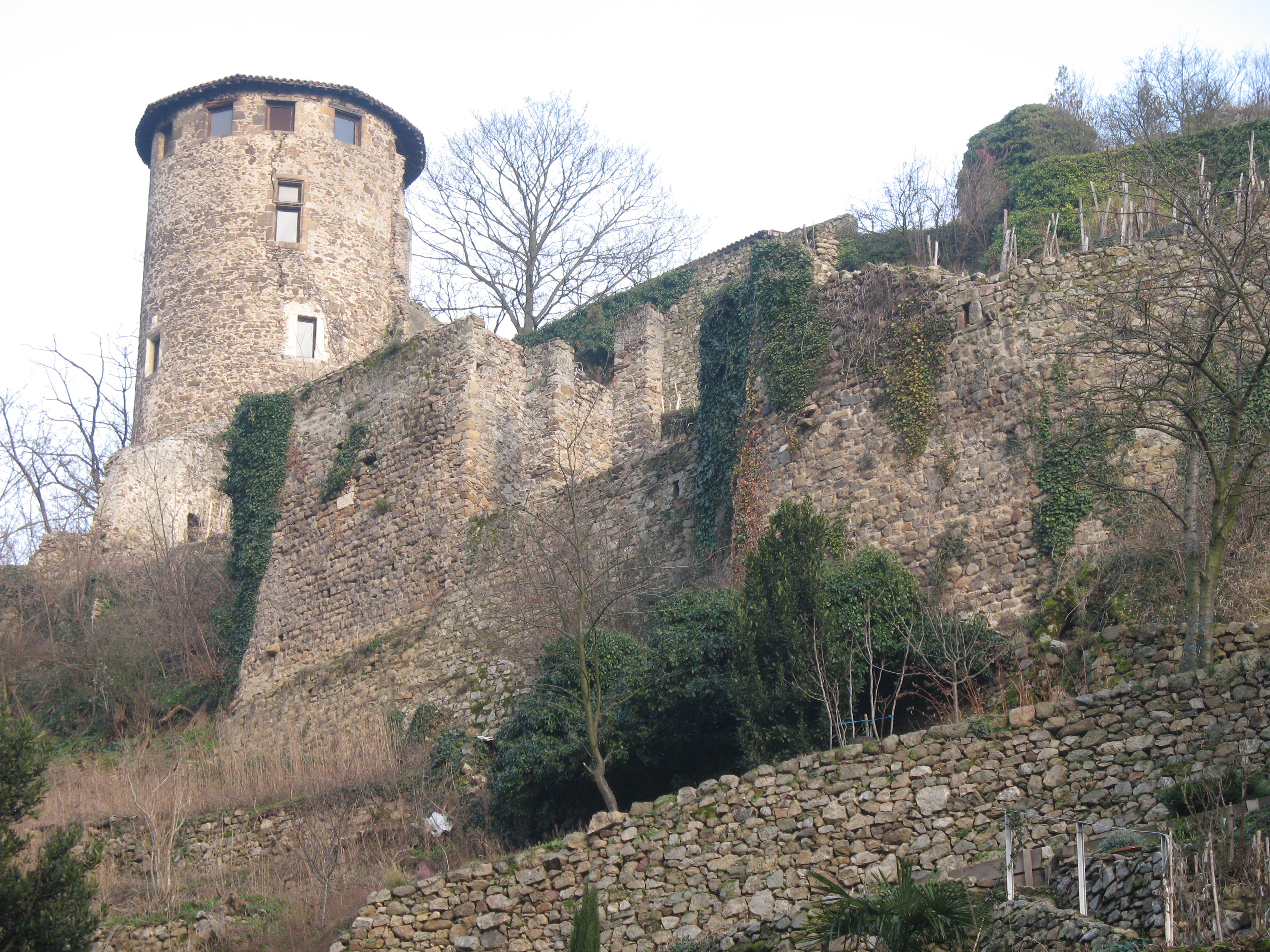
Le château de Condrieu objet d'une permutation entre Gaudemar de Jarez et Renaud, archevêque de Lyon.
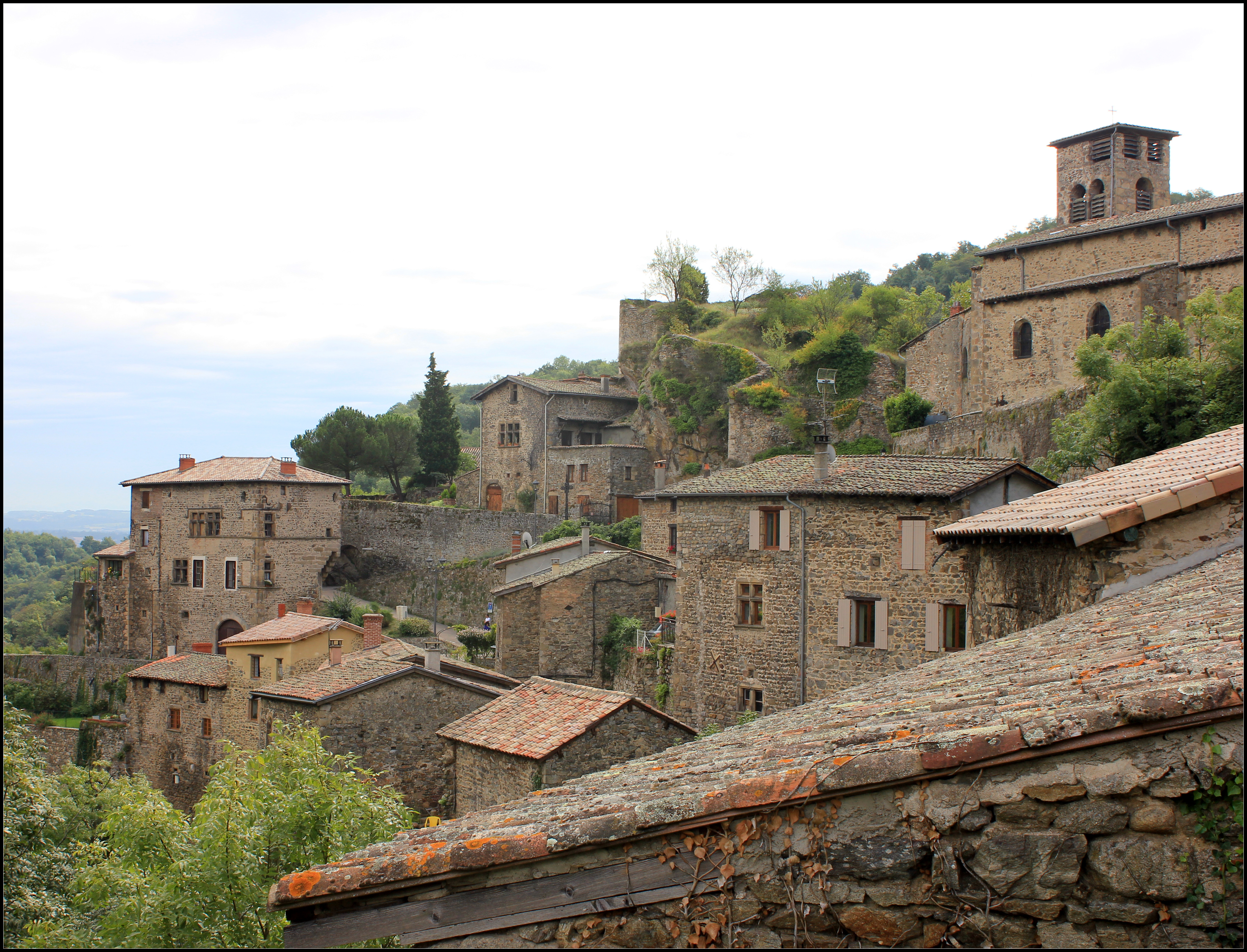
Malleval (Loire) que la famille de Jarez tenait de l'Église de Vienne.

Sa femme Clémence lui donna :  
- Guigues de Jarez (v.1167[27]-1236), seigneur de Saint-Chamond, Virieu et Chavanay, fils de Gaudemar et de Clémence (?)[28]. Il est mentionné dans la notice de l'archevêque Renaud de Forez vers 1200[29].

En 1224, Guigues de Jarez accorda une charte de franchise aux habitants de Saint-Chamond.
Parent du comte Guigues IV de Forez, il rendit hommage à ce dernier pour le mandement de Rochetaillée en 1230 et 1236,.

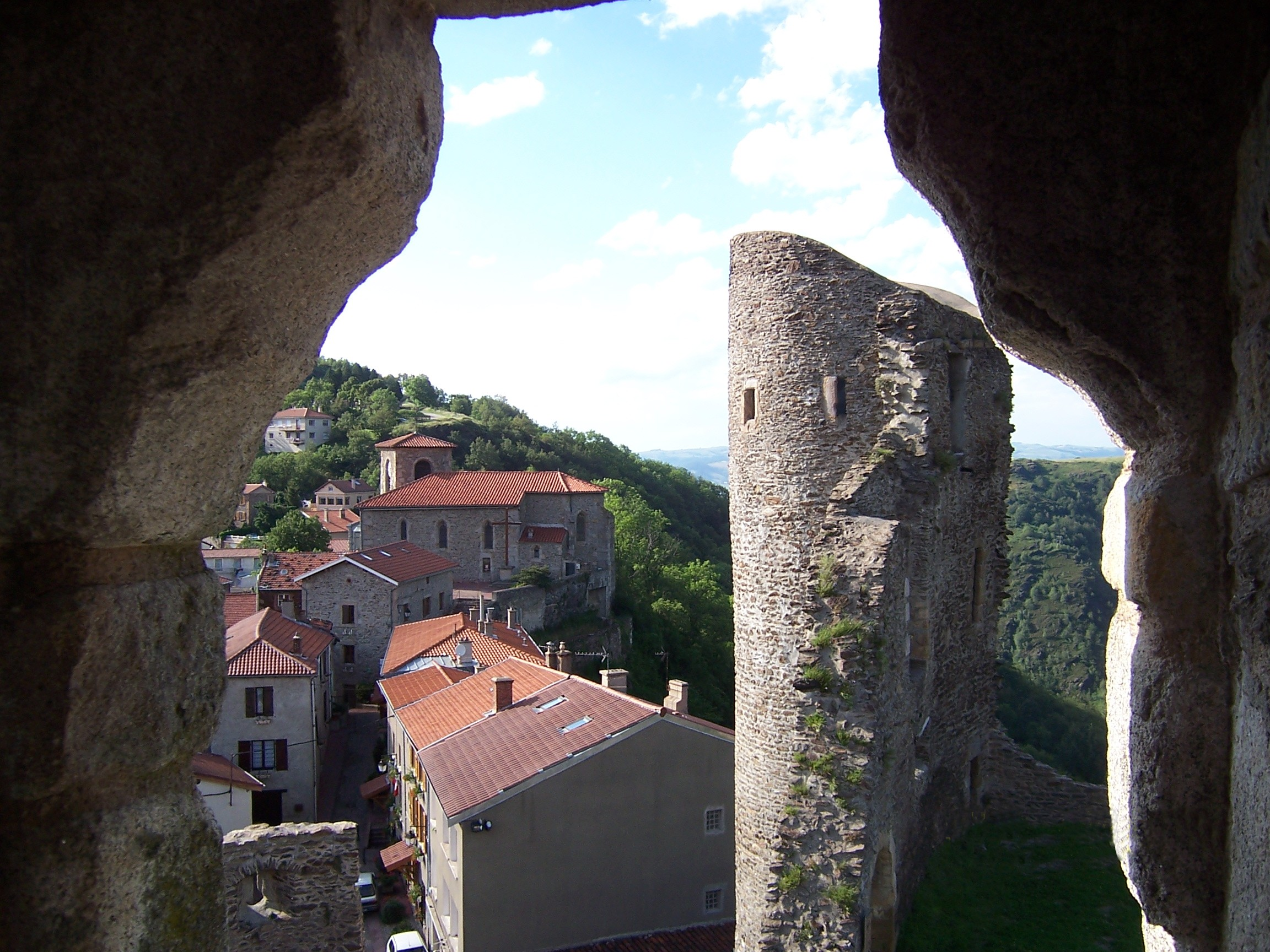
Le château de Rochetaillée (Saint-Étienne).
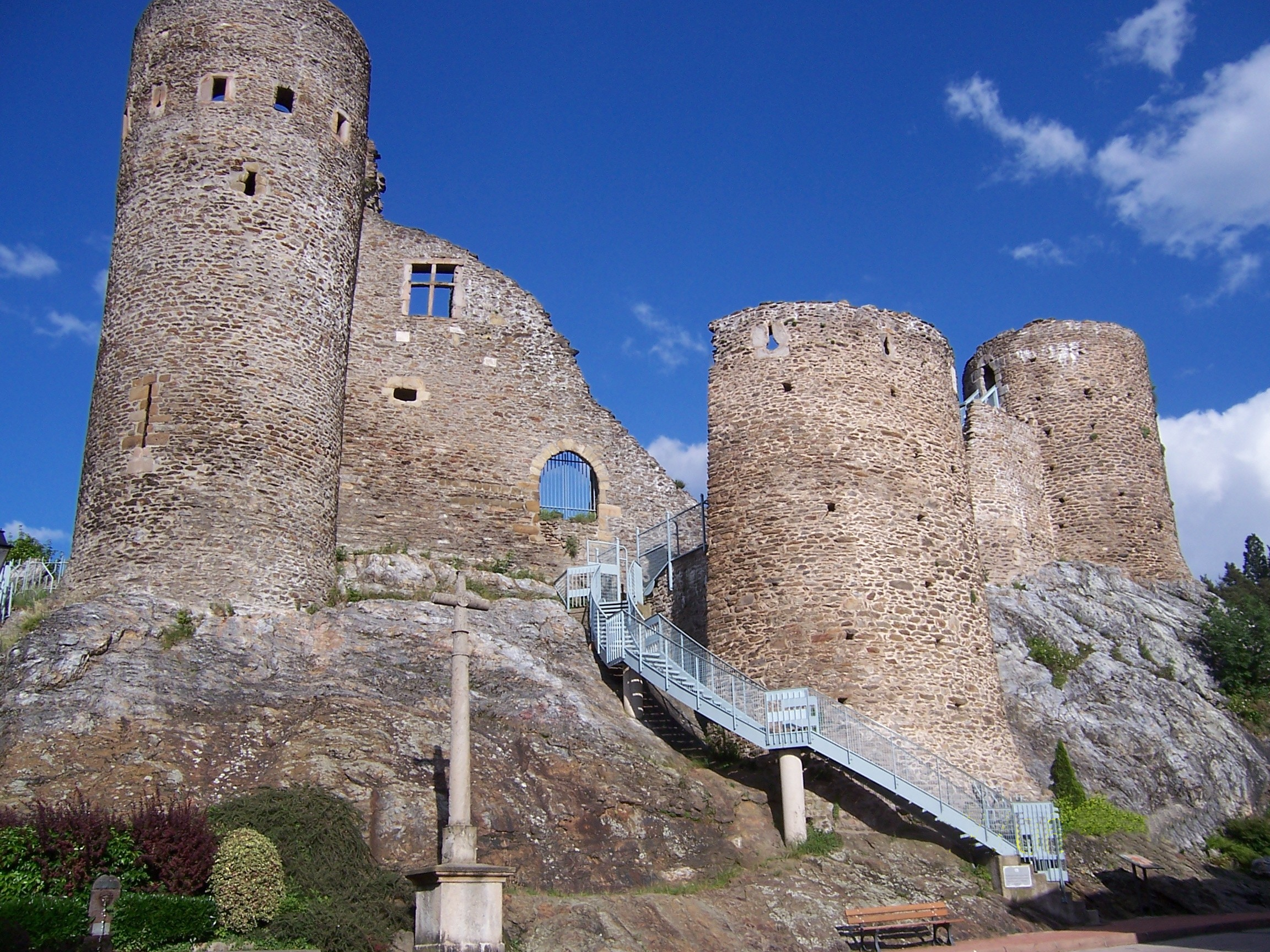
Le château de Rochetaillée (Saint-Étienne).

- Guillaume de Jarez qui fut  élu abbé de l'Ile Barbe en 1224. C'est probablement le même qui donna ses terres pour la fondation de Valbenoîte en 1184.

- Gaudemar, chanoine-comte et chamarier de l'église cathédrale Saint-Etienne de Lyon, obéancier de Condrieu. Il aurait fait don à la dite église de deux moulins sur le Dorlay, de prés et d'une maison à Saint-Paul-en-Jarez[28]. En 1243, il confirme la donation faite par son prédécesseur (Guigue?) à l'abbaye de Valbenoîte[34]. En 1254, il élit sa sépulture à Valbenoîte et lègue à ses neveux les maisons qu'il possédait dans le cloître de St-Jean à Lyon ainsi que ses livres et ses archives[35].

- Pernette, qui épousa Gilbert de Saint-Symphorien.

#### La maison de Lavieu
La tradition reprise par Jean-Marie De la Mure semblerait indiquer que cette famille entretenait un lien particulier avec la fonction vicomtale à Lyon, les sources ne permettent plus d'en juger aujourd'hui (cf. Edouard Perroy, cité dans Roche-la-Molière > Seigneurs).
Elle apparaît néanmoins avoir tenu une place importante dans la noblesse lyonnaise et possédait les châteaux de Chamousset (avant 1100), des Farnanches à Doizieux (1297), Roche-la-Molière (1360), Yzeron (vers 1390), Feugerolles, et vraisemblablement à l'origine celui de Lavieu (donné pour vicomté dans les terriers mais rattaché au comté, au plus tard en 1167 ; selon Perroy, ce Lavieu en Lyonnais n'est pas Lavieu en Forez).
Jusque vers 1100, elle gravitait autour de la première maison de Forez mais semble, par la suite, avoir pris parti pour l'archevêque et de l'empereur. Elle mena la guerre contre Guigues II de Forez et la maison d'Albon.

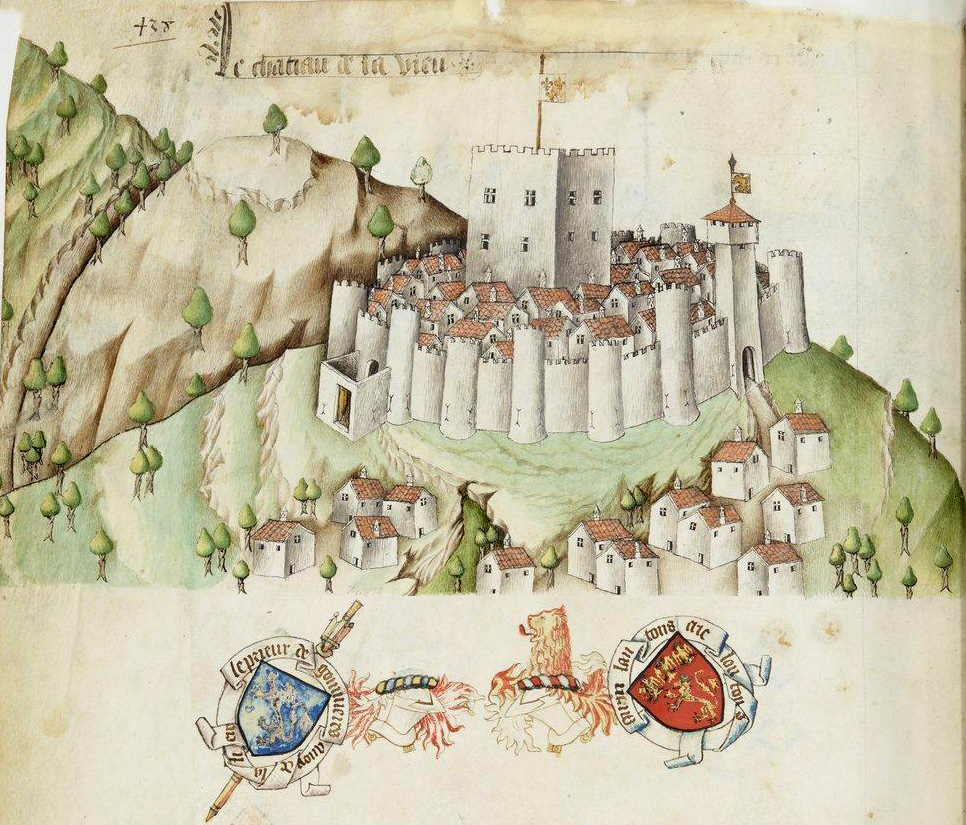
Château de Lavieu dont Louis VII octroya les droits régaliens à Guigues II en 1167.
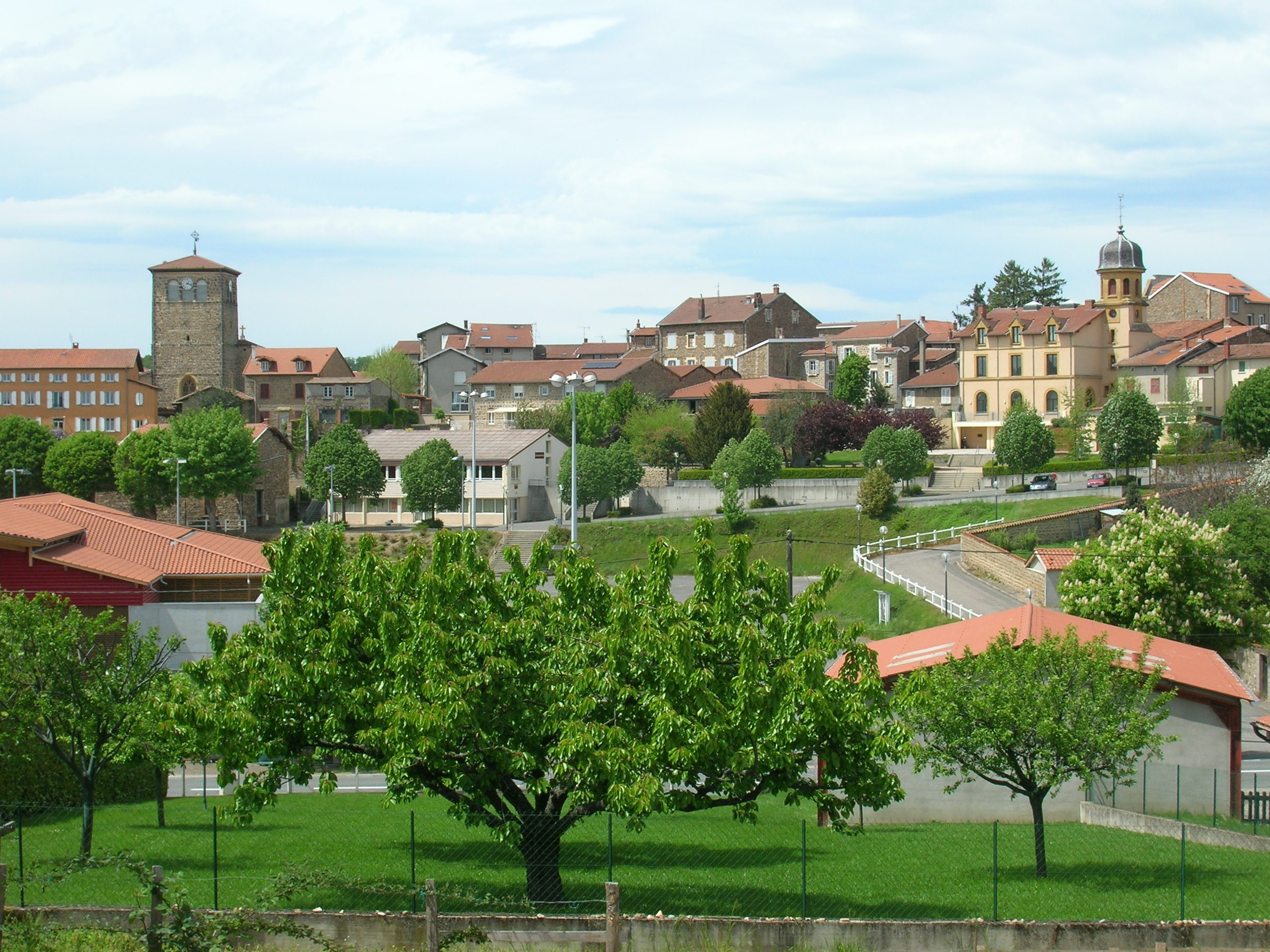
Saint-Laurent-de-Chamousset (Rhône)
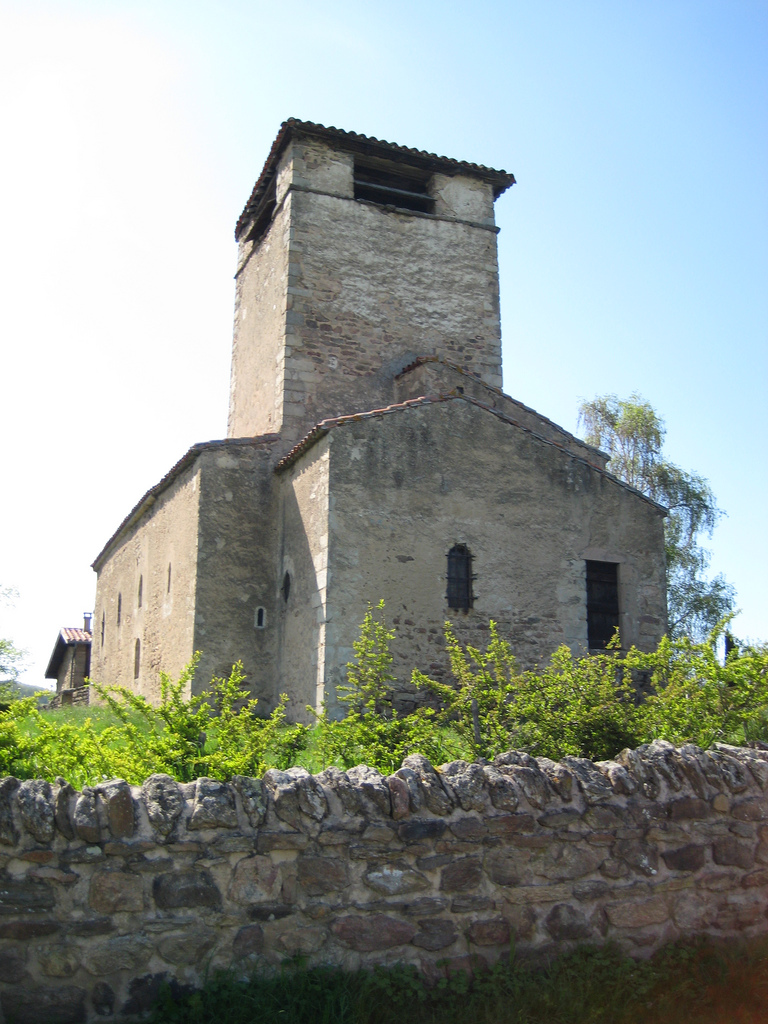
Chapelle de Châteauvieux à Yzeron (Rhône)

- Jocerand de Lavieu (vers 1084-1100) approuve et signe la donation de son parent (frère ?) Guillaume du quart de l'église de Longessaigne et de la moitié de celle d'Affoux à l'abbaye de Savigny[39]. La tradition lui attribue le meurtre du comte Guillaume le Jeune († après 1107)[40],[41].

Le même Guillaume (vers 1084-1096) abandonne ses droits sur l'église Saint-Laurent et la chapelle Saint-Pierre de Chamousset et approuve la donation de Bernard le Ronfleur, remise à l'abbaye de Savigny par l'archevêque Hugues de Die.
- Guillaume de Lavieu approuve la donation de comte Guillaume le Jeune des églises de Saint-Romain-de-Popey et d'Ancy, également remise par Hugues de Die à Savigny[43].

- Brian (Ier) de Lavieu en présence de sa femme Aia et de son frère Guillaume (1134), pour l'entrée de son fils Girin comme novice, cèdent les droits sur leur alleu de Chamousset à Savigny[44].

En 1167, le comte Guigues II de Forez est en guerre contre le comte de Mâcon et l'archevêque de Lyon. À sa demande, Louis VII lui remet les droits régaliens sur un ensemble de places fortes en Forez et en Jarez, dont Chamousset, Saint-Chamond, Saint-Priest-en-Jarez et Lavieu en Forez, apparemment au détriment des Lavieu.
- Brian (II) de Lavieu (v. 1173-1184), seigneur de Grangeant et de Saint-Chamond. La répartition des revenus de l' Église métropolitaine de 1187 indique que Brian mena la guerre contre Guigues II de Forez vraisemblablement pour le compte de l'Église de Lyon[15]. Dans la permutation de 1173, il est dit que Brian garde une part du château de Grangent qu'il avait reçu de l'Église (mais pour lequel il rendra hommage au comte) et une partie du château de Saint-Chamond et du mandement qu'il tenait du comte (pour lesquels rendra hommage à l'archevêque). Entre 1184 et 1195, Brian de Lavieu puis sa femme[45] Villelma dite "de Roussillon" apparaissent comme les principaux fondateurs de l'abbaye de Valbenoîte à laquelle ils donnent respectivement le territoire du Verney[46] et le lieu appelé dès lors "Grange de l'œuvre"[47], tous deux situés sur le territoire de Saint-Étienne. La tradition donne ce Brian de Lavieu comme étant en fait le neveu de Guigues II de Forez.

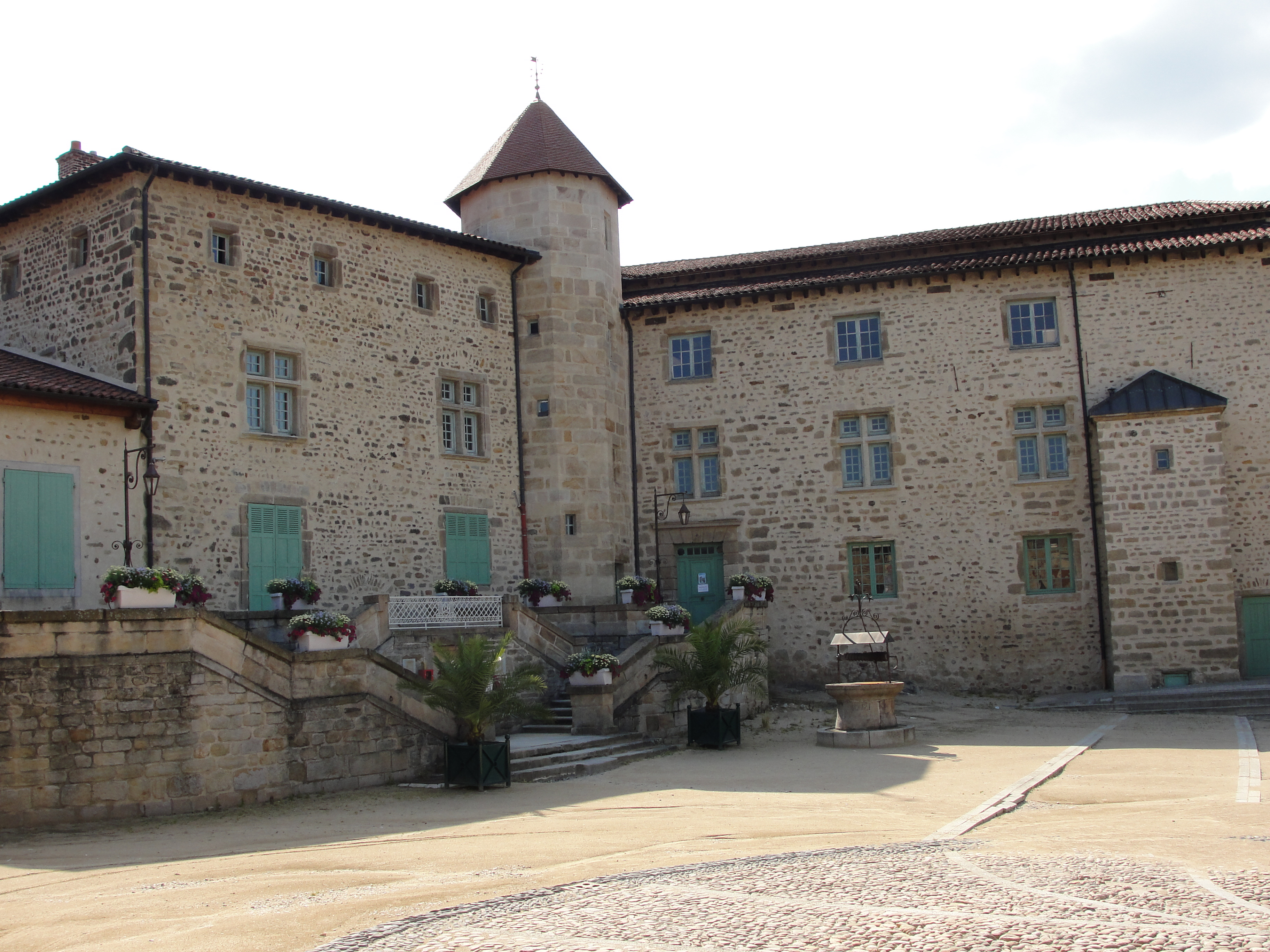
Le château de Roche-la-Molière (Loire).
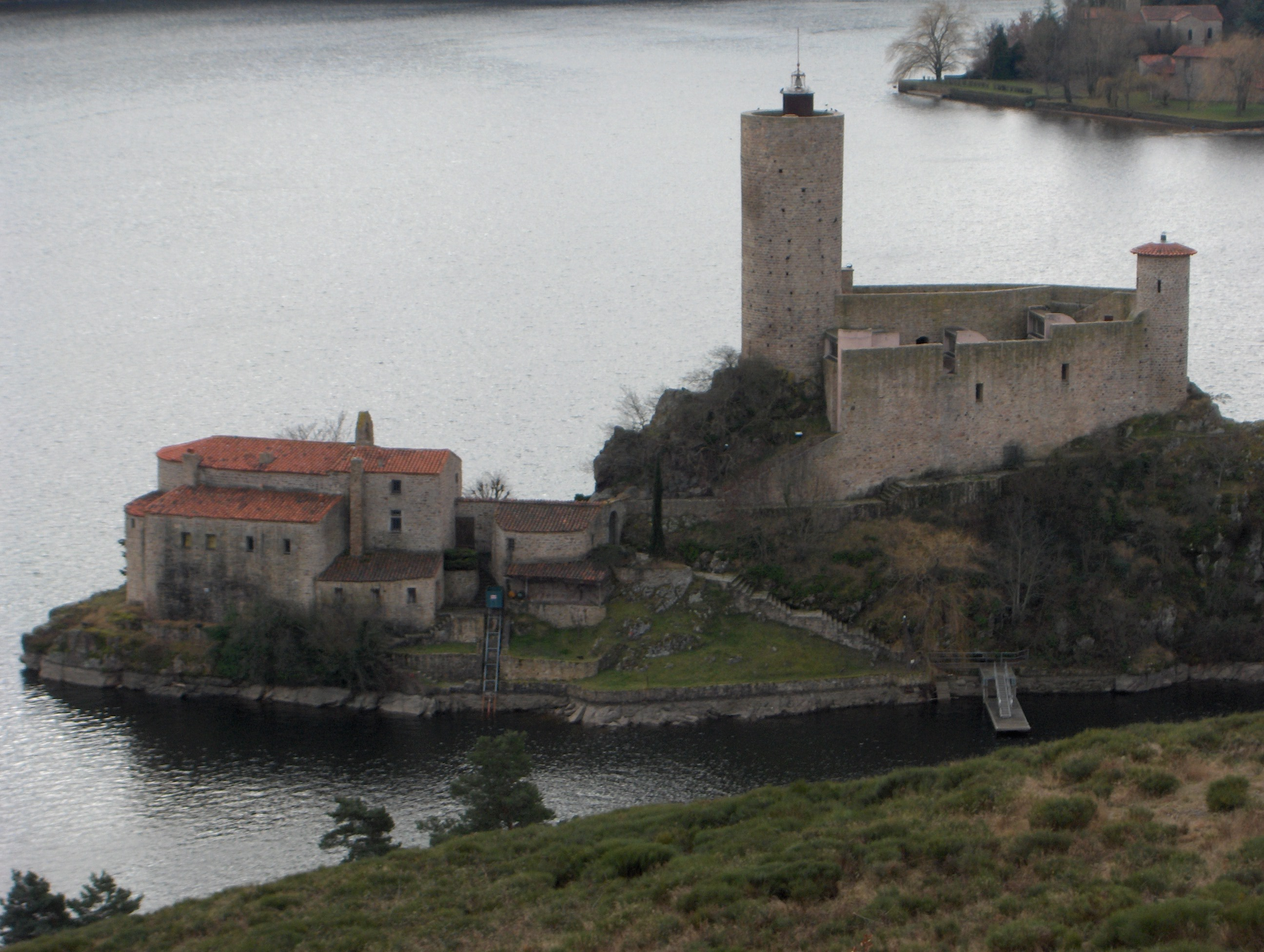
Le château de Grangent (Saint-Étienne)

#### La maison de Saint-Priest/Durgel
Auguste Bernard signale que le château de Saint-Priest-en-Jarez arborait les armes des comtes de Genève.
La branche des Durgel (d'Urgel) de Saint-Priest s'inscrit dans la très longue lignée des stratégies matrimoniales entretenues au sein de l'aristocratie occitane entre les familles comtales de la région (Forez, Albon, Gévaudan, Provence), celles du Sud-Ouest (Toulouse, Rouergue, de Roussillon) et les comtés catalans (Barcelone, Urgell, Pallars Sobiras) (cf. l'article St-Priest, avec un essai généalogique de la famille de Durgel).
Ses membres entretiennent des liens de parenté aussi bien avec la première et que la seconde maison des comtes de Lyon et de Forez.
- Jocerand Durgel (vers 1150), fils probable de Bertrand Ier de Forcalquier et de Garsende, qui vendit sa terre de la Murette (La Fouillouse) aux Hospitaliers[51]. Il apparaît dans l'acte avec ses quatre fils :
  - Pons, seigneur de Saint-Priest (qui fit don en 1184 des terres de son alleu à l'abbaye de Valbenoîte)
  - Josserand
  - Henri, chanoine-comte de Lyon
  - Durgel

- Girin de Saint-Priest (frère cadet de Briand de Lavieu ?), mentionné en 1187[52].
- Pons de Saint-Priest[53], fils de Josserand d'Urgel, il fut donateur à la fondation de l'abbaye de Valbenoîte en 1184.

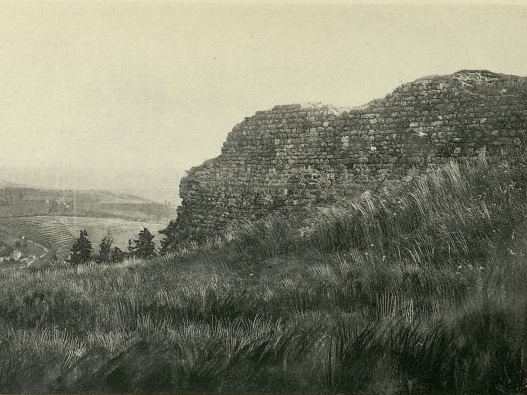
Ruines du château de Saint-Priest-en-Jarez, vers 1900.
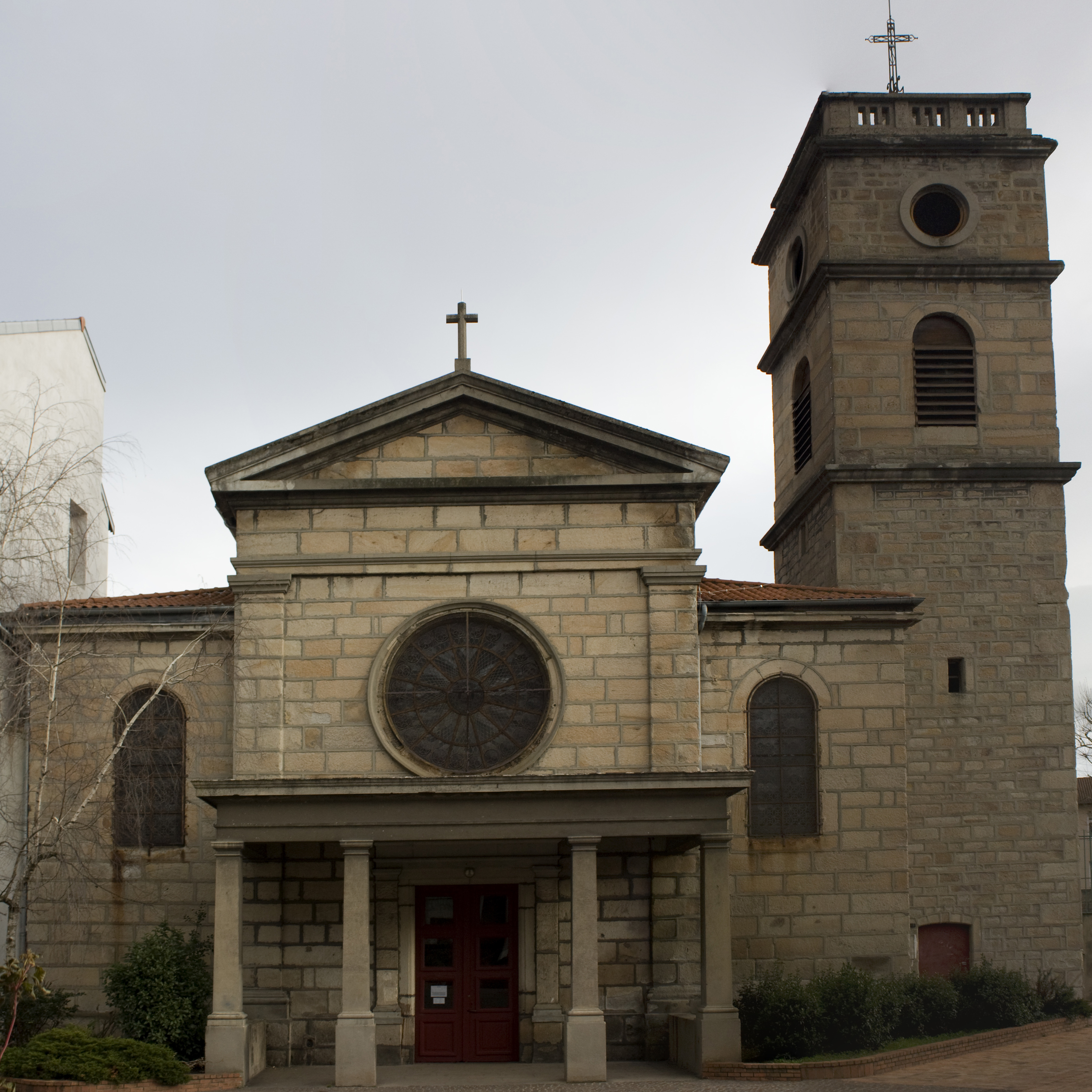
L'église de Valbenoîte (Saint-Étienne), lieu de sépulture des seigneurs de Jarez et de Saint-Chamond.
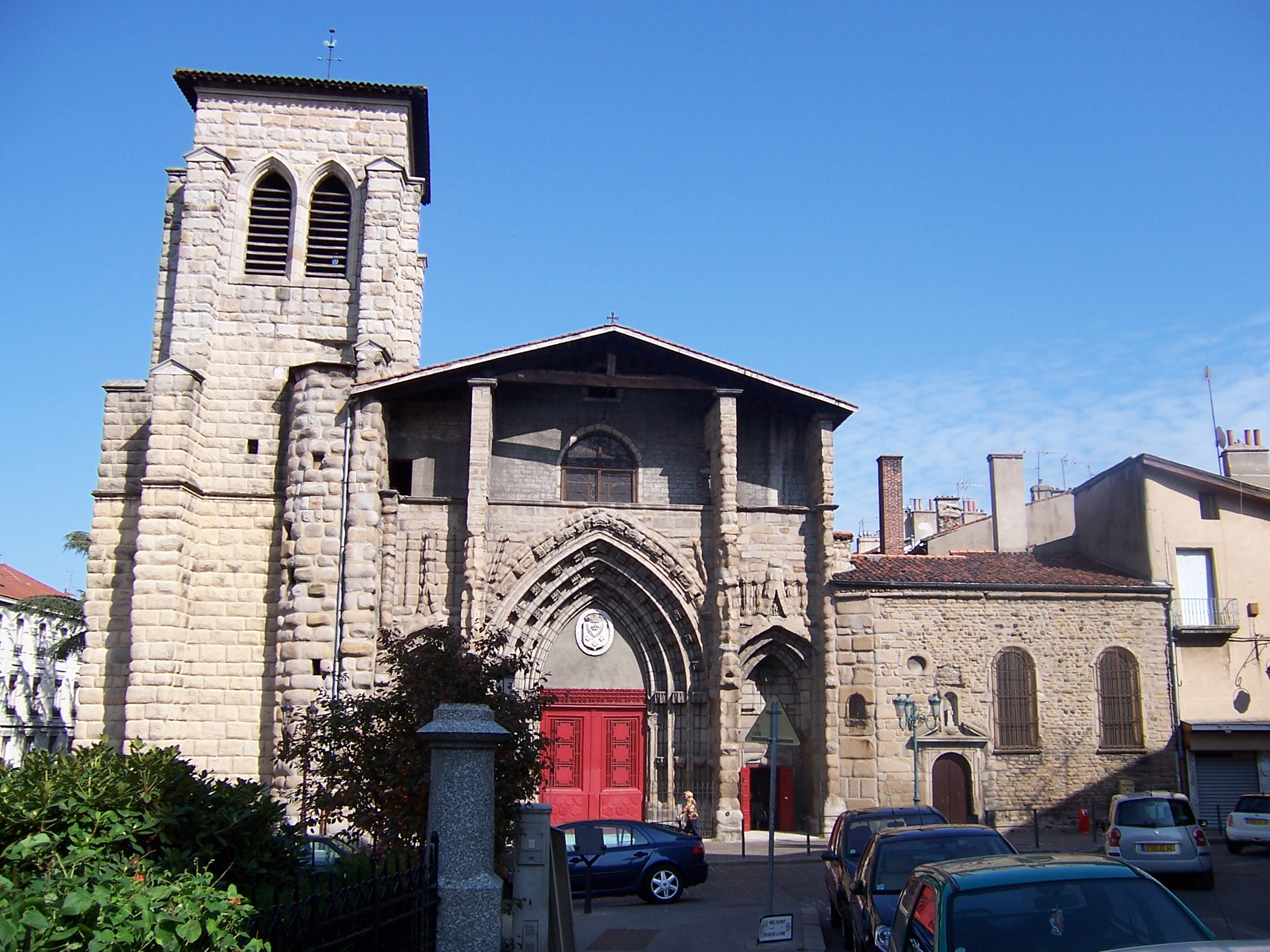
L'église Saint-Étienne (dite Grand'Église).

- Etienne de Saint-Priest (1267) vend un droit de quart dans une mine de Saint-Genis de Terrenoire au commandeur de Chazelles[54],[55],[56]. Cette transaction est la première mention écrite attestant de l'exploitation de la houille dans la région.
- En 1641, la maison des Durgel/d'Urgel de St-Priest se fondit dans celle des Chalus de Cordais d'Orcival.
- Quant à la seigneurie de St-Chamond, l'héritière Gabrielle d'Urgel (1547-1596), fille de Christophe Durgel de Saint-Chamond († 1580) et de Louise d'Ancézune, la transmit à son mari Jacques Mitte de Chevrières de Miolans (1549-1606), épousé en 1577, dont vint Melchior (1586-1649).